# Bartłomiej Proć
Bartłomiej Proć (Zamość, 12 december 1999) is een Pools wielrenner die sinds 2022 rijdt bij het Duitse Santic-Wibatech.

## Carrière
Tussen 2016 en 2021 reed Proć namens een amateurploeg wedstrijden in voornamelijk Polen, maar hij verscheen soms ook in Oekraïne of Duitsland op de startlijst. Per 2022 tekende hij bij het Duitse Santic-Wibatech dat vooral actief is in de UCI Europe Tour. In 2023 boekte hij zijn eerste profoverwinning toen hij in de GP Slovenian Istria als eerste over de finish reed. Proć bleek de sterkste uit een massasprint met ongeveer veertig overgebleven renners. Een maand later won hij de eerste editie van Ślężański Mnich, dat toen nog geen UCI-classificatie kende. Proć versloeg landgenoot Patryk Stosz in een sprint-à-deux. In 2024 reed Proć voor de zesde maal de Ronde van Mazovië, hij wist hier geen etappes te winnen maar schreef wel het eindklassement op zijn naam. De vier etappes had hij één seconde sneller afgelegd dan Mads Andersen en Bartosz Rudyk. In 2025 won Proć zijn derde eendagswedstrijd; ditmaal schreef hij de 63e editie van de Puchar MON op zijn naam.

## Overwinningen
2023
GP Slovenian Istria
Ślężański Mnich
2024
Eindklassement Ronde van Mazovië
Puntenklassement Ronde van de Slag om Warschau
2025
Puchar MON

## Ploegen
- 2022 –  Santic-Wibatech
- 2023 –  Santic-Wibatech
- 2024 –  Santic-Wibatech
- 2025 –  Run&Race-Wibatech